# Église Sainte-Madeleine de La Ventrouze
L'église Sainte-Madeleine est une église catholique située à La Ventrouze en France.

## Localisation
L'église est située dans le département français de l'Orne dans la commune de La Ventrouze.

## Historique
L'édifice est daté de la fin du XVe siècle. 
Les baies de l'édifice sont modifiées au XVIIIe siècle.
L'édifice est inscrit au titre des monuments historiques le 28 décembre 1981.

## Architecture et mobilier
L'édifice comporte deux anciennes chapelles seigneuriales, ainsi que des statues et mobilier datés du XVIIe siècle et XVIIIe siècle. 